# Atapan
Atapan es una localidad del estado mexicano de Michoacán. Es parte del municipio de Los Reyes.

## Toponimia
El nombre «Atapan» proviene del purépecha. Su significado es «Lugar de rodelas».

## Demografía
| Gráfica de evolución demográfica |
|                                  |

| Censo | Población |
| ----- | --------- |
| 1900  | 860       |
| 1910  | 387       |
| 1921  | 485       |
| 1930  | 933       |
| 1940  | 1001      |
| 1950  | 1385      |
| 1960  | 1296      |
| 1970  | 1226      |
| 1980  | 1495      |
| 1990  | 2132      |
| 2000  | 2134      |
| 2010  | 2323      |
| 2020  | 2631      |